# Odette Roy Fombrun
Odette Roy Fombrun (née le 13 juin 1917 à Port-au-Prince et morte le 23 décembre 2022 à Pétion-Ville) est une écrivaine, historienne et intellectuelle haïtienne.

## Biographie
Née à Port-au-Prince, en Haïti, elle est diplômée en 1935 à l'école normale d'institutrices, et en 1945, elle est allée aux États-Unis pour poursuivre des études d'infirmière pendant un an à Boston. Elle a ensuite ouvert le premier jardin d'enfants et le premier fleuriste professionnel d'Haïti. Elle a passé un long séjour à Cuba entre 1950 et 1954 aux côtés de son mari ambassadeur où elle a appris l’art floral.
Elle a reçu un doctorat Honoris Causa en décembre 2002 de l'Université royale d'Haïti à Port-au-Prince (Haïti) .
Écrivaine prolifique de fiction et de non-fiction, elle a publié des manuels, des romans policiers, des articles de journaux et de magazines. À partir de 1959, Fombrun s'est exilée pendant 27 ans. À son retour en Haïti, elle a été associée à la rédaction de la nouvelle constitution du pays, à l'organisation Ligue féminine d'Action sociale et à la fondation en 2007 de la Fondation Odette Roy Fombrun,. Elle a eu 100 ans en juin 2017. Elle publie des études dans la revue  de la Société haïtienne d’Histoire et de Géographie, et des travaux d’histoire comme : Le drapeau et les Armes de la République, L’Ayiti des Indiens, et un Résumé de Description… de Saint-Domingue de Moreau de Saint-Méry. 
En septembre 1986, elle présente une conférence à Washington sur le thème « La démocratie est-elle possible en Haïti ? ». La plupart de ses recommandations se retrouveront par la suite intégrées dans la Constitution haïtienne de 1987. Elle est membre de la Ligue féminine d’Action sociale et participe au combat des droits du CADOR (Club de l’âge d’or), et présidente du Club des femmes de carrière (Club international BPW de Port-au-Prince). Depuis 1981, Odette Roy Fombrun s'engage dans la défense des droits de l’Homme, des embargos commerciaux, la domination flagrante des principales économies mondiales, etc.
En juin 2020, le ministère de la Culture et de la Communication lui rend hommage à l'occasion de son 103e anniversaire, et en octobre 2020, elle lance un message public aux Haïtiens.
Odette Roy Fombrun meurt le 23 décembre 2022 à Pétion-Ville à l'âge de 105 ans.

## Œuvres
Autobiographie
- Ma vie en trois temps. Port-au-Prince: Imprimerie Henri Deschamps, 1998.

Essais historiques
- Le Drapeau de l’indépendance. Miami: O.R. Fombrun, 1986; Port-au-Prince, Deschamps, 1986.
- Le Drapeau et les armes de la République d’Haïti. Port-au-Prince: Editions Deschamps, 1987, 88 pp.
- L’Ayiti des indiens (analyses et textes d’historiens). Port-au-Prince: Fondation 92: O.R. Fombrun: H. Deschamps, 1992, 160 pp.
- Résumé de: Moreau de Saint-Méry, Description topographique, physique, civile, politique et historique de la partie française de l’isle Saint-Domingue. Port-au-Prince: Le Natal, 1983, 94 pp.
- Toussaint Louverture, tacticien de génie; la Constitution indépendantiste de 1801. Port-au-Prince: Deschamps, 2001, 32 pp.

Essais politiques
- Le Konbitisme dans L’Education. Port-au-Prince: O.R. Fombrun, 1986.
- Le Konbitisme dans la Constitution. Port-au-Prince: O.R. Fombrun, 1986.
- « La Démocratie est-elle possible en Haïti ? ». Haiti’s Future: Views of Twelve Haitian Leaders, par Richard M. Morse. Washington: Wilson Center Press, 1988: 39-47; interventions dans les débats: 98-125 (publié en français sous le titre Démocratie en Haïti, problèmes et perspectives, Port-au-Prince: Le Natal, 1989: 76-95, puis débats: 95-104).
- Le Konbitisme, base d’un contrat social: la revolution qu’il faut faire. Port-au-Prince: O.R. Fombrun, 1988, 28 pp.
- Solution pour Haïti: Konbite Solidarité Nationale, contrat social. Port-au-Prince: Deschamps, 1994, 160 pp.
- « Haïti et les droits de l’Homme ». Etat de Droit en Haïti. Port-au-Prince: Publication de l’Office de la Protection du Citoyen (août 1998).

Analyses, articles et interventions
- Analyse du Pays en dehors, par Gérard Barthélemy. Le Nouvelliste (26 décembre 1989).
- Analyse de Défi à la pauvreté, par Franck Laraque. L’Haïti et l’après Duvalier: continuités et ruptures. Sous la direction de Cary Hector et Hérard Jadotte. Montréal / Port-au-Prince: CIDIHCA / Deschamps, 1991, tome 2: 570-581.
- « La Constitution de 1987 et les Droits de l’Homme ». Annexe du document de la Mission Civile Internationale en Haïti, OEA / ONU, avril 1998.
- Dans Haïti, la voie de nos silences: créativité, complexité, diversité: 117 femmes haïtiennes écrivent. Marie-Alice Théard, éd. (4 tomes). « Embargo et humanisme »; « Haïti, quel avenir ? »; « Constitution 87 et Projet de constitution »; « Un conte du Kenya : Le chat et les rats, tiré de Contes Africains ». Port-au-Prince: Pressemax, 1998 (tome 2): 175-189.
- « Compromis? Yes! What are the possibilities? » (concerning the legislature, the executive, and the provisional electoral council, CEP). Center for International Policy, 8 February 1999.
- « L’École haïtienne entre le créole et le français » (pour le colloque sur l’aménagement linguistique en salle de classe de l’école fondamentale, Haïti Link), février 2000.
- Articles parus dans la Revue d’Histoire et de Géographie:
- « L’enseignement de l’histoire d’Haïti au niveau du primaire ». 122 (1979): 10-15.
- « La Question de couleur et la Révolution des indigènes de Saint-Domingue ». 129 (1980): 47-58.
- « Toussaint Louverture, tacticien de génie ». 155 (1987): 42-55.
- « Renommons l’île Quisqueya et non Hispaniola ». 206 (2001): 52-53.
- « La paysannerie, passé, présent et perspectives d’avenir ». 216 (2003): 115, 119.
- Articles parus dans la Revue L’Éducateur (Port-au-Prince: Deschamps):
- « Entraide et coopération scolaires : Le travail doit être réalisé en équipe ». 1.4.
- « Anseyman kreyòl ak bilengwis » en 2 parties, 2ème partie 2.1 (octobre 1987).
- « L’art de survivre ». 2.2.
- « Dynamisme doit être le but principal de tous les programmes d’éducation, d’enseignement, de formation ». 2.3 (décembre 1987).
- « Vanne ouverte. Encore la Réforme ». 2.8 (mai 1988).
- « Pour une coexistence du créole et du français ». 3.6-7 (mars-avril 1989).
- « Langues et Sociétés : Langue nationale de communication et langue d’unification – Langue de communication internationale ou de culture ». 3.8 (mai 1989).
- « Bibliothèques scolaires ». 4 (1990?): 25.
- « Des drapeaux d’Haïti de Toussaint Louverture à nos jours » (extrait en partie de Le drapeau et les Armes de la République). Agenda information Haïti 2003, par Joseph Wainwright (2003): 231-239.
- « Que la Nature est belle ! L’appel de ma terre ». Une journée haïtienne, textes réunis par Thomas C. Spear. Montréal: Mémoire d’encrier / Paris: Présence africaine, 2007: 157-161; Montréal: CIDIHCA, 2020: 165-169.
- Plus de 400 articles parus dans diverses publications, dont de nombreux articles dans Le Nouvelliste. Voir des extraits et des notes explicatives dans Ma vie en trois temps.
- Depuis 1987, une centaine d’interviews diffusés à la radio et à la télévision (cassettes disponibles).

Contes
- Contes africains: Kenya, Ouganda, Ethiopie, Madagascar avec des illustrations d’Ejigayehu Tesfaye. Abidjan: Nouvelles Editions Africaines, 1984, 127 pp.
- Contes d’Haïti avec des illustrations de C. Vicini. Paris: Nathan; Port-au-Prince: Editions du Soleil, 1985, 127 pp.
- Dix contes de Bouqui et Malice. Editha, 2009.

Littérature pour la jeunesse
- Ti Roro d’Haïti. Nairobi: East African Literature Bureau, 1974, 38 pp.
- Jeux de conversation pour Ti Roro. Port-au-Prince: O.R. Fombrun, 1976 [?].
- Devinettes et Jeux. Port-au-Prince: Imprimerie Centrale, 1976, 40 pp.
- Vivent les Vacances! Port-au-Prince: Imprimerie Centrale, 1977, 64 pp.
- Anita et Virginie de l’Ile Maurice. Port-au-Prince: Ministère de l’Education Nationale / Deschamps, 1981, 32 pp.
- Farida d’Algérie. Port-au-Prince: Deschamps, 1981, 24 pp.
- Quatre contes. Port-au-Prince: Deschamps, 1988 [?], 20 pp.
- Jeu de 22 livres en papier de couleur (10 pages chacun). Port-au-Prince: Deschamps, 1988 [?].
- Le français par les poèmes. Port-au-Prince: Deschamps, 1990 [?], 148 pp.
- Toussaint Louverture, le Spartacus noir. Montréal: CIDIHCA, 2016, 77 pp.
- Vacances lakay. Coconut Creek (Florida): EducaVision, 2019, 94 pp

Romans policiers
Pour les 10-12 ans. Tous publiés aux Éditions Deschamps à Port-au-Prince (avec les Éditions Hachette, Paris). Ces éditions à Port-au-Prince deviennent les éditions EDITHA en 2006
- L’Incroyable secret de Kololo. Illustrations de Chevelin Djasmy Pierre. 1999, 95 pp.
- Qui aura le trésor? Illustrations de Chevelin Djasmy Pierre. 2000, 95 pp.
- Une mystérieuse disparition. 2000, 95 pp.
- Affaire de drogue à New York. 2004, 95 pp.
- Où est passée Yvonne ? 2004, 95 pp.
- La case au fantôme. (2005 avec les 5 autres, en coffret de 6 romans).
- Coup double. 2006, 95 pp.
- Drame à Konbitvillage. 2007, 95 pp.
- Grand émoi à l’école. 2008, 95 pp.
- Bertholo n’en revient pas. 2017.

Pour les 7-12 ans. Tous publiés aux Éditions Deschamps (EDITHA depuis 2006) à Port-au-Prince
- De Surprise en Surprise. 2001.
- Elections à Animalville. Illustrations de Rodchield Lamothe, 2002.
- Incroyable mais vrai. 2002.
- Des bulles de savon. 2005.
- Les Taïnos: Indiens de l’île d’Haïti. 2017; Coconut Creek (Florida): EducaVision, 2019.

Albums de coloriage
- Jours importants. Port-au-Prince: Deschamps, 1997, 24 pp.
- Personnes célèbres. Port-au-Prince: Deschamps, 1997, 24 pp.

Textes éducatifs
- Leçons de Morale et Instruction civique. Port-au-Prince: Deschamps 1949; 1977 (édition revue, augmentée et corrigée), 158 pp.
- Aime et Sers ton pays. Léopoldville, Congo: Editions St. Paul, 1962, 126 pp.
- Morale civique. Léopoldville, Congo: Editions St. Paul, 1962, 170 pp.
- Méthode de Lecture complète, ETTEDO (Imprimerie Centrale, puis Deschamps) comprenant:
  - Album Lecture par l‘image, trois livres de lecture, jeux… planches.
  - Vivre ensemble, collection Deschamps de cinq livres d’éducation civique, dont Odette Roy Fombrun est responsable:
    - Moi et les Autres.
    - Moi et Mon Pays.
    - Moi, mes droits et mes devoirs.
    - Nous les enfants d’aujourd’hui.
    - Nous, les citoyens de demain.
- Comment transformer le vocabulaire fondamental créole-français. Port-au-Prince: Imprimerie Centrale, 1975.
- Éducation primaire en Haïti: pour une réforme, structures et programmes. Dossier expédié d’Afrique au Ministre de l’Education Nationale. Fombrun, 1977.
- Histoire d’Haïti en deux volumes:
  - Des Origines à l’Indépendance. Action sociale et O. Roy Fombrun, 1982, puis Port-au-Prince: Deschamps depuis 1995, 138 pp.
  - De l‘Indépendance à nos jours. Action sociale et O. Roy Fombrun, 1982, puis Port-au-Prince: Deschamps depuis 1995, 194 pp.
- Les problèmes du système éducatif en Haïti: solution, la révolution konbitique non violante. Port-au-Prince: Deschamps, 1989, 80 pp.
- Du créole au français. Port-au-Prince: Éditions Areytos, 1990, 64 pp.
- Participation à la Collection: Histoire de mon pays Haïti. Geneviève Auguste, responsable. Port-au-Prince: Deschamps, 1993-1995 (4 livres).
- Géographie I et II (3ème à 6ème années primaire), responsable de la collection: O. Roy Fombrun. Port-au-Prince: Deschamps, 2002-2003.
- Livre unique (Sciences sociales, deuxième année). Responsable de la collection: O. Roy-Fombrun. Port-au-Prince: Deschamps, 2006.
- Livre unique (Sciences sociales, première année). Responsable de la collection: O. Roy-Fombrun. Port-au-Prince: Deschamps, 2007.

Œuvre en langue créole
- Ti Koze sou Istwa Dayiti. Plaquette, 1986, 12 pp.
- 4 Kaye eleksyon Deschamps. (impression financée par l’IRHED.) Port-au-Prince: Deschamps, 1987.
- Istwa Ayiti:
  1. Ispayola, premye liv endyen Ayiti okipasyon lespay (Occupation espagnole). Port-au-Prince: Le Natal, 1987, 64 pp.
  2. Ayisyen revolisyonè 1492-1804. Port-au-Prince: Editions Areytos et Deschamps, 1987, 113 pp.
  3. Haïti (en manuscrit)
- Konbit tètansanm pou Ayiti kanpe. Port-au-Prince: Deschamps, 1990, 32 pp.
- Ti Koze sou Konstitisyon. Port-au-Prince: Deschamps, 1990, 32 pp.
- Dwa ak Devwa tout Ayisyen. (financé par le FERF.) Port-au-Prince: Deschamps, 1999, 32 pp.
- Fefe ak Kikit. Coconut Creek (Florida): EducaVision, 1999, 19 pp.
- Zanmi lekòl / Camarades (édition bilingue). Coconut Creek: EducaVision, 1999, 8 pp.
- Ti Jan ak Drapo Ayiti. Dans Entèlijans Wobè (4 textes pour enfants). Montréal: CIDIHCA, 2000.
- Ti zwezo ak pye pen (Kont Nwèl). Bon Nouvèl (journal), décembre 2002.
- Seskzman sou Sezisman (traduction de Surprise en Surprise).Desen: Patrick Charles,2002.
- Eleksyon an Ayiti; Dwa ak devwa kandida elektè. (financé par le FERF.) Port-au-Prince: Deschamps, 2004, 26 pp.

Œuvre en langue anglaise
- Ti Roro of Haiti. Charles Fombrun, trad. Nairobi: East African Literature Bureau, 1974.
- What to do? Why? (Drought in Wollo). Addis Abeba: O.R. Fombrun, 1975 (en français, Quoi faire? Que faire? Addis Abeba: O.R. Fombrun, 1974), 8 pp.
- Tapouctoo. Addis Abeba: O.R. Fombrun, 1975, 8 pp.
- A Trip to Ethiopia. Addis Abeba: pour le Club des Femmes Ethiopiennes, 1980, 32 pp.
- Nyobee and Ngethe. Nairobi: Kenya Literature Bureau, 1982 (petit format), 32 pp.
- « The Bois-Caïman Ceremony ». Caricom Perspective 52-53 (July-December 1991).
- Naivo of Madagascar. Coconut Creek (Florida): EducaVision, 2006.

Religion
En Algérie, comme secrétaire du mouvement catholique, le MIAMSI (1966-1968), Odette Roy Fombrun fait les études suivantes :
- Analyse encyclique Humanae Vitae.
- Planning familial.
- Le droit des peuples sous-développés au développement.
- Les mystères de l’Église.
- Il les créa Homme et Femme.
- Faut-il instituer une Commission Justice et paix en Algérie ?
- Le problème palestinien.

Scénario
- Ni vu ni connu. Script pour film (avec son fils, Prof. Charles Fombrun) 2002.

## Prix et distinctions
- 1981 : Prix du Ministère de l’Éducation Nationale, pour Anita et Virginie de l’île Maurice.
- 1993 : Award du Boston Konbit clinic, 23 May 1993.
- 2002 : Docteur Honoris Causa, Université Royale d’Haïti, 7 décembre 2002.
- 2002 : Éducatrice de l’année, par Phoenixgroup.
- 2005 : Honneur de Mérite du Collectif Féminin Haïtien pour la Participation des Femmes (Fanm Ya La) et la Fédération Claire Heureuse Félicité Bonheur Dessalines (FF).
- 2005 : Outstanding Service Award, Haitian Studies Association, Boston, 15 octobre 2005.
- 2006 : Education and Civicism Award, Foundation Hope for Haiti, Inc., Miami, 22 avril 2006.
- 2006 : Diplôme venant du cœur, « Chevalier de l’ordre des mega-citoyens » des Éditions Deschamps à : « Notre Odette nationale. Notre « Kòk batay« . Notre maman à tous », 22 juin 2006.
- 2006 : Honneur et Remerciements de l’Association des paysans de Vallue (APV) à Odette Roy Fombrun, pour son apport dans le domaine de l’Éducation civique en Haïti, 7 décembre 2006.
- 2007 : Honneur et Mérite à Odette Roy Fombrun par le Club BPW de Port-au-Prince, pour son dévouement et sa contribution à l’évolution de la femme haïtienne, 13 juin 2007.
- 2007 : Ministère de l’Éducation nationale : Honneur et mérite pour ses 68 ans de carrière au service de l’Éducation en Haïti et sa contribution au développement du secteur, 5 août 2007.
- 2008 : United Nations Artists Award to the Haitians Pioneer Success, 23 mars 2008.
- 2008 : Honneur et Mérite sont décernés à l’écrivain Odette Roy Fombrun pour avoir contribué à l’enrichissement du savoir à l’Institut La Source.
- 2008 : Hommage de l’école Le Gédéon, 16 mai 2008.
- 2008 : Femmes cadres en action. Hommage en action à Odette Roy Fombrun, qui ne cesse de se sacrifier pour la société haïtienne, juillet 2008.
- 2009 : Désignée « Trésor national vivant » (avec Georges Corvington et Yole Dérose), par la Fondation Françoise Canez Auguste et Image et Marketing S.A. (Haïti), 10 janvier 2009.
- 2012 : Honneur et Mérite au grade Chevalier, par le Président de la République J. Michel Martelly, pour sa haute contribution à l’enseignement et son engagement au Konbitisme.
- 2014 : Certificat de Mérite Civique du Ministère de la Jeunesse, des Sports et de l’Action civique, pour son travail dans les domaines de la culture et du développement du pays.
- 2014 : Choisie membre de l'Académie du Créole Haïtien à sa fondation.
- 2017 : Invitée d’honneur à Livres en folie, Haïti[12].